# Arena Parque Santiago
A Arena Parque Santiago (anteriormente Estádio Santiago de Compostela), mais conhecido como Parque Santiago e PST, é um estádio de futebol localizado em Salvador, no bairro de Brotas. Possuía capacidade para 2 000 espectadores e era de propriedade do Galícia Esporte Clube, que ainda manda as suas partidas na atual edificação erguida no local do velho estádio. Aproveitando a fase vivida pelo clube, o Galícia tratou de construir seu próprio estádio, cuja primeira etapa da construção foi finalizada e inaugurada em 11 de fevereiro de 1995.
Na preparação para a Copa América de 1989 foi o campo de treinamentos oficial da seleção brasileira de futebol.
Confirmando a origem galega do clube, no estádio foi construída uma capela dedicada a Santiago de Compostela.
Devido a dificuldades financeiras que o Galícia vivencia, o estádio chegou a ter sua capacidade reduzida a 1 500 espectadores. Por causa de critérios do Estatuto do Torcedor, da relativa baixa capacidade e de uma tempestade que danificou parte da arquibancada, não pode ser utilizado para partidas profissionais. Em seu lugar, o Galícia utilizava outros estádios soteropolitanos, especialmente o Estádio Roberto Santos e, em menor medida, o Manoel Barradas, e o Octávio Mangabeira (antes da demolição). Contudo, as atividades no estádio não haviam sido encerradas totalmente, o clube ainda o utilizava para treinamentos e disputa de jogos amistosos do futebol masculino adulto, jogos de rúgbi, futebol feminino e futebol masculino de base.
Em fins da década de 2000, o Galícia buscava investimentos de empresários para modernizar e ampliar o PST, podendo ser transformado em uma arena multiúso e palco para espetáculos. Embora fosse um projeto independente da Copa do Mundo FIFA de 2014, as intenções queriam aproveitar a confirmação de Salvador como uma das cidades-sede da competição e o Parque Santiago servir de campo alternativo para treinamento, assim como outros estádios soteropolitanos, para as seleções participantes.
Em 2020, o terreno onde funcionava o estádio foi arrendado por um grupo investidores, que construiu um novo complexo esportivo no local, apenas a capela foi preservada e revitalizada. Após anos em reforma, em 1º de novembro de 2022, foi inaugurada a Arena Parque Santiago.
O Galícia não é sócio ou dono do novo espaço, mas firmou uma parceria para utilizar o campo oficial. No momento que o time não estiver treinando, esse campo será transformado em quatro campos de fut7 para utilização do público. Além de Centro de Treinamento para o time profissional, o espaço funciona também para o desenvolvimento das categorias de base.